# Deutsche Bank
Deutsche Bank (вимовляється [ˈdɔʏtʃə ˈbaŋk]; буквально «Німецький банк»; також українською Дойче Банк) — глобальна фінансова компанія та найбільший банківський концерн Німеччини зі штаб-квартирою у Франкфурт-на-Майні. Є одним з найбільших банків в Європі та світі. Заснований у 1870 році.
Deutsche Bank — універсальний, один з 29 найважливіших транснаціональних банків за даними Ради з фінансової стабільності. Він включає комерційні, іпотечні, інвестиційні установи, лізингові компанії і т. д. 28 млн клієнтів, більше 2814 відділень (з них 1845 у Німеччині), численні участі, філії та представництва за кордоном (у понад 70 країнах, в тому числі в Україні). Є найбільшим учасником валютного ринку, надає великого значення інвестиційної діяльності та емісії власних цінних паперів. Штат працівників становить понад 100 000 осіб.

## Історія

### XIX століття
Заснований в Берліні у 1870 зі схвалення короля Пруссії. Очолив банк Георг фон Сіменс (Georg von Siemens), капітал банку становив 5 млн талерів. Створення компанії зійшлося в часі з перемогою у франко-прусській війні і об'єднанням Німеччини. Виплата Францією репарацій на 5 млрд франків сприяло розвитку економіки Німеччини, в 1871 році талер був замінений на марку забезпечену золотом. Deutsche Bank також швидко розвивався, вже в перші два роки були відкриті відділення в Бремені і Гамбургу, а також в Шанхаї і Йокогамі. У 1873 році була відкрита філія в Лондоні, капітал досяг 15 млн талерів.
Завдяки тому, що Deutsche Bank зосередився на зарубіжних операціях, йому вдалося без втрат подолати фінансову кризу 1873-75 років, що призвів до банкрутства багатьох конкурентів. Придбання в 1876 році Deutsche Union-Bank і Berliner Bankverein зробило Deutsche Bank найбільшим банком Німеччини. У 1877 році він увійшов до синдикату провідних приватних банків, відомий як Прусський консорціум. Брав участь в розміщенні державних позик, зокрема в 1899 році позики Пруссії в 125 млн марок і в той же час позики Другого німецького рейху в розмірі 75 млн марок.
У 1880-х і 1890-х активно брав участь у фінансуванні будівництва електростанцій і залізниць як в Німеччині, так і за її межами. Найбільш значущими проектами цього часу було інвестування в компанію Edison General Electric (тепер General Electric) в США, будівництво електростанції в Аргентині та Анатолійської залізничної дороги (частини планованої Багдадської залізниці) в Туреччині, фінансова реорганізація Northern Pacific Railroad в США.

### Початок XX століття
У жовтні 1901 Георг фон Сіменс помер, але, як і в більшості інших німецьких банків, всі рішення приймалися радою директорів, тому його смерть не позначилася на роботі банку. Він продовжував розширюватися і на 1914 рік у нього було 46 відділень, а капітал збільшився в шість разів з моменту заснування (200 млн марок, 112,5 млн марок резерву і 1,58 млрд марок депозитів та позикових коштів). Deutsche Bank продовжував розширюватися і під час Першої світової війни, скуповуючи інші банки, але поразка у війні привела економіку Німеччини на межу краху. Характерною рисою повоєнної кризи стала гіперінфляція — в 1923 році одна золота марка дорівнювала трильйону паперових марок.
У 1929, під час Великої депресії, відбулося злиття Deutsche Bank з його основним конкурентом, Disconto-Gesellschaft, що дозволило скоротити адміністративні витрати.

### 1933—1945 роки
У 1933 в Німеччині до влади прийшла Націонал-соціалістична робітнича партія на чолі з Адольфом Гітлером. Deutsche Bank був змушений[джерело?] співпрацювати з новою владою: з ради директорів були відправлені у відставку троє євреїв, банк брав участь в «аріїзації» єврейської власності, фінансував проекти нацистів, скуповував випущені ними облігації. У 1999 році, Deutsche Bank і десятки інших німецьких компаній внесли 5,2 млрд доларів до фонду для компенсацій примусовим робітникам концтаборів.

### Післявоєнна реорганізація
Після поділу Німеччини на Західну і Східну головний офіс Deutsche Bank був переміщений в Гамбург, а відділення в Східній Німеччині стали основою новоствореного Berliner Disconto Bank AG. У 1947-48 роках відділення Західної Німеччини були розподілені між трьома банками: Norddeutsche Bank AG, Rheinisch-Westfälische Bank AG і Süddeutsche Bank AG (Північнонімецький, Рейно-Вестфальський і Південнонімецький банки). У 1957 році ці банки возз'єдналися в Deutsche Bank AG зі штаб-квартирою у Франкфурті. В цей час в банку працювали 16 тис. чоловік, активи становили 8,4 млрд німецьких марок.

### 1960—2000

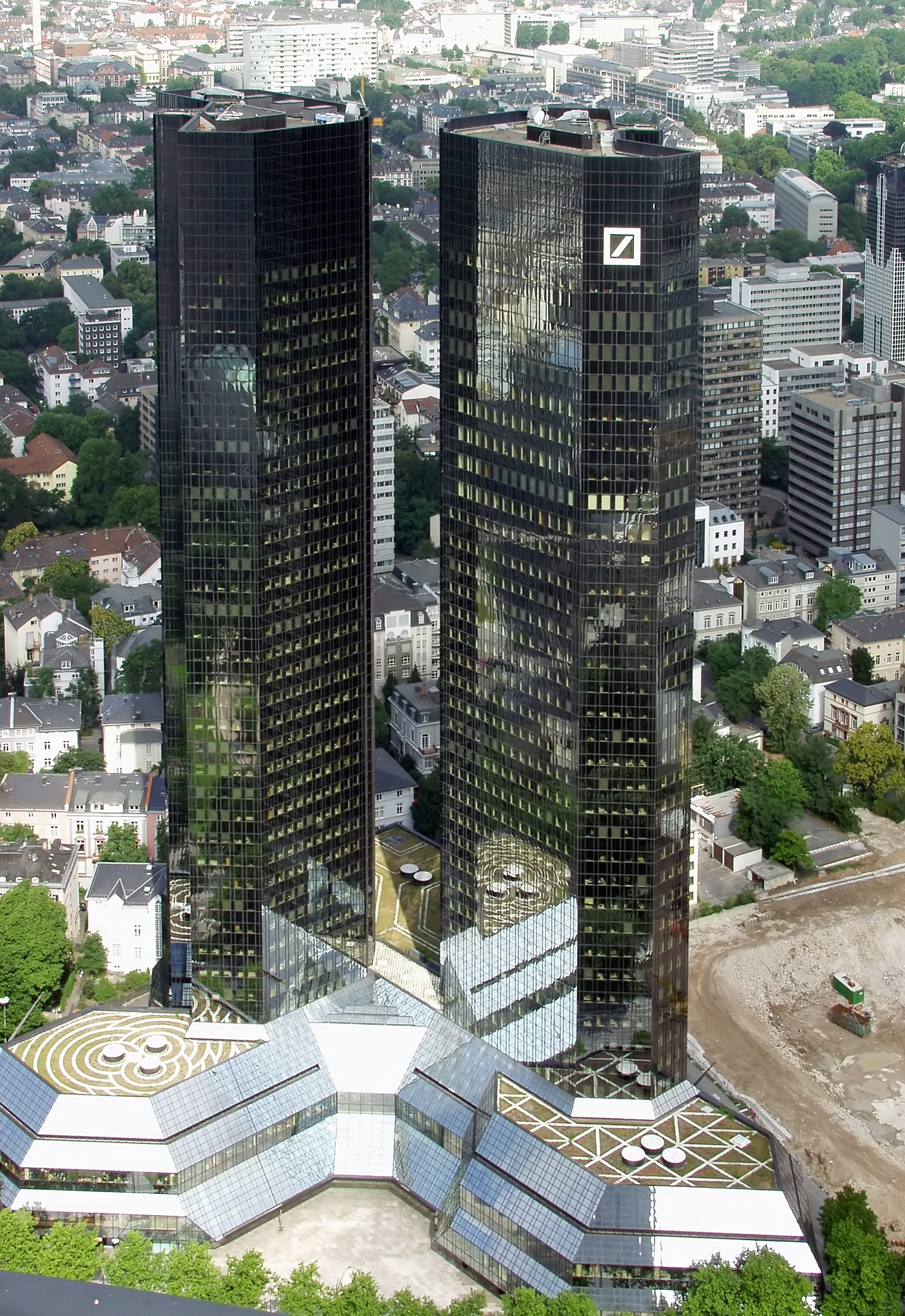
Вежі-близнюки Deutsche-Bank-Hochhaus у Франкфурті — штаб-квартира банку з 1984 року. 2003

У 60-х роках банк зосередився на обслуговуванні дрібних вкладників, також почалося відновлення міжнародних операцій. У 1968 році Deutsche Bank спільно з нідерландським Amsterdam-Rotterdam Bank, британським Midland Bank, і бельгійським Societé Generale de Banque заснували в Нью-Йорку European-American Bank & Trust Company. У 1972 з тими ж банками заснував Eurasbank (Євро-азійський банк), в 1987 році викупив частки партнерів по консорціуму.
У 1960-х і 1970-х банк активно інвестував в промислові компанії, у 1979 мав своїх представників в наглядових радах близько 140 компаній, серед них Daimler-Benz, Volkswagen, Siemens, AEG, Thyssen, Bayer, Allianz, Nixdorf і Philipp Holzmann. Були відкриті нові офіси в таких містах як Мілан, Лондон, Париж, Токіо і Нью-Йорк. Deutsche Bank став активним учасником на американському ринку державних цінних паперів і в 1990 році Федеральна резервна система США визнала Deutsche Bank Government Securities Inc. первинним дилером державних облігацій. У 1992 році було утворено північноамериканське відділення Deutsche Bank North America.
У 1990-ті банк почав активно освоювати Східну Європу, в першу чергу возз'єднану НДР, де був куплений Deutsche Kreditbank. До 1994 року Deutsche Bank мав понад 300 відділень у Східній Німеччині, а також в Росії, Чехії, Болгарії, Польщі та Угорщині. У 1993 році було відкрито представництво в Україні.
У 1995 всі свої інвестиційні банківські операції об'єднав в нову компанію Deutsche Morgan Grenfell (DMG), створену на основі придбаної в 1989 році британської інвестиційної групи Morgan Grenfell. Більше половини всього бізнесу Deutsche Bank перемістилася в Лондон, в компанію були запрошені провідні фахівці галузі з конкуруючих фірм. Найбільш значущим придбанням кінця XX століття був банк Bankers Trust Corp., сьомий за величиною банк США. Угода, сума якої склала $10 млрд, була закрита в червні 1999 року.

### XXI століття
З 2001 акції Deutsche Bank потрапили в лістинг Нью-йоркської фондової біржі. У 2004 році було відкрито відділення в Пекіні. Банк продовжував розширюватися за рахунок поглинань: Scudder Investments (США, 2002 рік), Rued Blass & Cie (Швейцарія, 2002 рік) а також німецькі банки Norisbank, Berliner Bank і Deutsche Postbank.
В січні 2017, за результатами розслідування, Deutsche Bank погодився виплатити штраф владі США у розмірі 7,2 млрд доларів за маніпуляції із іпотечними цінними паперами в 2006—2007 роках, які стали однією із причин Світової фінансової кризи у 2008 році. Це найбільший штраф, який будь-коли застосовували проти одного банку. Ще на очікуваннях виплати цього штрафу, акції банку у вересні 2016 впали до мінімуму за останні 24 роки.
В березні 2019, представники Deutsche Bank повідомляли про початок переговорів про злиття з Commerzbank.
В березні 2022 року, після повномасштабного вторгнення РФ до України, банк оголосив про плани на припинення роботи в Росії. Згодом банк перевів 700 із 1500 російських працівників на роботу до Берліну. У квітні 2023 року банк оголосив про плани згорнути центри програмного забезпечення в Москві та Санкт-Петербурзі, й плани звільнити 500 працівників.

## Структура компанії
Deutsche Bank складається з наступних підрозділів:
- Private & Business Clients (обслуговування фізичних та юридичних осіб, роздрібний банкінг) — проведення платежів; обслуговування поточних рахунків; управління інвестиціями; пенсійні накопичення; кредити приватним особам, малому і середньому бізнесу. Такі послуги надаються в основному в Німеччині, де у банку 24 млн клієнтів. Ще 5 млн клієнтів обслуговуються в Бельгії, Індії, Італії, Польщі, Португалії та Іспанії. В інших країнах Deutsche Bank працює тільки з корпоративними клієнтами.[38]
- Asset & Wealth Management (управління капіталом) — підрозділ є одним з провідних інвестиційних організацій в світі, що надає послуги з управління великими приватними капіталами.[39]
- Corporate Banking & Securities (корпоративний банкінг та цінні папери) — консультаційні послуги при злиттях, поглинаннях і реструктуризації боргів; розміщення і торгівля різними цінними паперами (валютою, акціями, облігаціями).[40]
- Global Transaction Banking (проведення міжнародних угод) — послуги корпораціям і фінансовим інститутам по проведенню міжнародних платежів, страхування ризиків, зберігання і транспортування цінностей. У Deutsche Bank відкрито кореспондентські рахунки багатьох інших дрібніших банків з усього світу.[41]
- Non-Core Operations Unit (відділ неосновних операцій) — сюди переносяться неосновні для діяльності банку активи з високим ризиком або збитковістю з метою реструктуризації.[42]

## Фінансові показники
| Рік                              | 2003       | 2004       | 2005       | 2006       | 2007       | 2008       | 2009       | 2010       | 2011       | 2012       | 2013       | 2014       |
| -------------------------------- | ---------- | ---------- | ---------- | ---------- | ---------- | ---------- | ---------- | ---------- | ---------- | ---------- | ---------- | ---------- |
| Чистий прибуток                  | €1,4 млрд  | €2,5 млрд  | €3,5 млрд  | €6,1 млрд  | €6,5 млрд  | €-3,9 млрд | €5,0 млрд  | €2,3 млрд  | €4,3 млрд  | €0,3 млрд  | €0,7 млрд  | €1,7 млрд  |
| Виручка                          | €21,3 млрд | €21,9 млрд | €25,6 млрд | €28,5 млрд | €30,7 млрд | €13,5 млрд | €28,0 млрд | €28,6 млрд | €33,2 млрд | €33,7 млрд | €31,9 млрд | €31,9 млрд |
| Рентабельність власного капіталу | 7 %        | 1 %        | 16 %       | 26 %       | 30 %       | -29 %      | 18 %       | 5 %        | -          | -          | 2.6 %      | 5.1 %      |
| Дивіденд                         | 1.5        | 1.7        | 2.5        | 4.0        | 4.5        | 0.5        | 0.75       | 0.75       | -          | -          | -          | 0.75       |

## Власники
Акції Deutsche Bank перебувають у вільному обігу на Франкфуртській та Нью-Йоркській фондових біржах. В липні 2016 року найбільшим акціонером банку стала правляча династія Катару, шейхи Аль-Тані. Їх частка зросла майже до 10 %. Другим за величиною акціонером є американська інвесткомпанія BlackRock, частка якої перевищує 6 %.

## Deutsche Bank в Україні
В Україні Deutsche Bank зареєстрував своє представництво в 1993 році, а у 2009 відкрив дочірній банк ПАТ «Дойче Банк ДБУ». Банк має лише один офіс — у Києві на вул. Лаврська, 20 і працює тільки в корпоративному сегменті банківського ринку України. Загальні активи Deutsche Bank в Україні за підсумками 2015 року складали 1,6 млрд гривень, чистий прибуток — 132 млн грн. За розмірами прибутків він увійшов в десятку найприбутковіших банків України.